# پرنسس آلیس، کنتس آتلون
پرنسس آلیس، کنتس آتلون VA GCVO GBE (آلیس مری ویکتوریا آگوستا پائولین؛ ۲۵ فوریه ۱۸۸۳–۳ ژانویه ۱۹۸۱) یکی از اعضای خانواده سلطنتی بریتانیا بود. او پیرترین شاهزاده خانم بریتانیایی خانواده سلطنتی است و آخرین نوه بازمانده ملکه ویکتوریا بود. پرنسس آلیس از سال ۱۹۴۰ تا ۱۹۴۶ شاتل ریدو هال بود، در حالی که همسرش، لرد آتلون، به عنوان فرماندار کل کانادا خدمت می‌کرد.